# Siergiej Makarow (oszczepnik)
Siergiej Aleksandrowicz Makarow (ur. 19 marca 1973 w Podolsku) – rosyjski lekkoatleta specjalizujący się w rzucie oszczepem.
Czołowy oszczepnik świata początku XXI wieku. Dwukrotny brązowy medalista olimpijski (Sydney 2000 i Ateny 2004). Podczas igrzysk olimpijskich 1996 w Atlancie był szósty, a w Pekinie w 2008 nie zakwalifikował się do finału. Mistrz świata i medalista mistrzostw Europy. W latach 2002–2004 uzyskiwał najlepsze rezultaty sezonów zajmując pierwsze miejsce na światowych listach. Rekord życiowy 92,61 uzyskał w Sheffield w 2002 roku. Wynik ten jest aktualnym rekordem Rosji, a zarazem 7. rezultatem w historii światowej lekkoatletyki.
Syn radzieckiego oszczepnika, medalisty olimpijskiego, Aleksandra Makarowa. Jego żoną jest Oksana Makarow – wicemistrzyni świata juniorów z 1990. Od sezonu 2013 jest trenerem rekordzisty Turcji w rzucie oszczepem Fatiha Avana.

## Osiągnięcia
| Rok  | Impreza                                 | Miejsce          | Pozycja           | Wynik |
| ---- | --------------------------------------- | ---------------- | ----------------- | ----- |
| 1994 | Młodzieżowy puchar Europy               | Ostrawa          | 2. miejsce        | 82,54 |
| 1996 | Superliga pucharu Europy                | Madryt           | 2. miejsce        | 84,96 |
| 1996 | Igrzyska olimpijskie                    | Atlanta          | 6. miejsce        | 85,30 |
| 1997 | Superliga pucharu Europy                | Monachium        | 3. miejsce        | 84,78 |
| 1997 | Mistrzostwa świata                      | Ateny            | 5. miejsce        | 86,32 |
| 1997 | Finał Grand Prix IAAF                   | Fukuoka          | 6. miejsce        | 81,62 |
| 1998 | Superliga pucharu Europy                | Sankt Petersburg | 2. miejsce        | 84,37 |
| 1998 | Mistrzostwa Europy                      | Budapeszt        | 4. miejsce        | 86,45 |
| 1998 | Igrzyska dobrej woli                    | Nowy Jork        | 1. miejsce        | 84,11 |
| 1998 | Puchar świata                           | Johannesburg     | 2. miejsce        | 86,96 |
| 1999 | Superliga pucharu Europy                | Paryż            | 2. miejsce        | 85,44 |
| 1999 | Mistrzostwa świata                      | Sewilla          | 9. miejsce        | 83,20 |
| 1999 | Finał Grand Prix IAAF                   | Monachium        | 5. miejsce        | 83,84 |
| 2000 | Superliga pucharu Europy                | Gateshead        | 1. miejsce        | 89,92 |
| 2000 | Igrzyska olimpijskie                    | Sydney           | 3. miejsce        | 88,67 |
| 2001 | Superliga pucharu Europy                | Brema            | 2. miejsce        | 83,24 |
| 2001 | Mistrzostwa świata                      | Edmonton         | 7. miejsce        | 83,64 |
| 2002 | Superliga pucharu Europy                | Annecy           | 1. miejsce        | 88,24 |
| 2002 | Mistrzostwa Europy                      | Monachium        | 2. miejsce        | 88,05 |
| 2002 | Puchar świata                           | Madryt           | 1. miejsce        | 86,44 |
| 2003 | Superliga pucharu Europy                | Florencja        | 1. miejsce        | 85,86 |
| 2003 | Mistrzostwa świata                      | Paryż            | 1. miejsce        | 85,44 |
| 2003 | Światowy finał lekkoatletyczny IAAF     | Monako           | 1. miejsce        | 85,66 |
| 2004 | Igrzyska olimpijskie                    | Ateny            | 3. miejsce        | 84,84 |
| 2004 | Światowy finał lekkoatletyczny IAAF     | Monako           | 4. miejsce        | 80,34 |
| 2005 | Mistrzostwa świata                      | Helsinki         | 3. miejsce        | 83,54 |
| 2005 | Światowy finał lekkoatletyczny IAAF     | Monako           | 3. miejsce        | 86,69 |
| 2006 | Superliga pucharu Europy                | Malaga           | 2. miejsce        | 82,43 |
| 2007 | Mistrzostwa świata                      | Osaka            | el. – 18. miejsce | 78,22 |
| 2008 | Igrzyska olimpijskie                    | Pekin            | el. – 26. miejsce | 72,47 |
| 2009 | Mistrzostwa świata                      | Berlin           | el. – 13. miejsce | 78,68 |
| 2010 | Mistrzostwa Europy                      | Barcelona        | 7. miejsce        | 80,86 |
| 2011 | Superliga drużynowych mistrzostw Europy | Sztokholm        | 1. miejsce        | 81,20 |
| 2011 | Mistrzostwa świata                      | Taegu            | 12. miejsce       | 78,76 |